# Istanbul Cup 2010
L'Istanbul Cup 2010 è stato un torneo di tennis giocato sul cemento. È stata la 6ª edizione dell'Istanbul Cup, che fa parte della categoria International nell'ambito del WTA Tour 2010. Si è giocato a Istanbul in Turchia, dal 26 luglio al 1º agosto 2010.

## Partecipanti

### Teste di serie
| Nazionalità              | Giocatrice | Ranking* | Testa di serie |
| ------------------------ | ---------- | -------- | -------------- |
| Francesca Schiavone      | Italia     | 8        | 1              |
| Petra Kvitová            | Rep. Ceca  | 30       | 2              |
| Anastasija Pavljučenkova | Russia     | 31       | 3              |
| Jaroslava Švedova        | Kazakistan | 32       | 4              |
| Cvetana Pironkova        | Bulgaria   | 34       | 5              |
| Andrea Petković          | Germania   | 36       | 6              |
| Klára Zakopalová         | Rep. Ceca  | 46       | 7              |
| Patty Schnyder           | Svizzera   | 51       | 8              |

- Ranking al 19 luglio 2009.

### Altre partecipanti
Giocatrici che hanno ricevuto una Wild card:
- Çağla Büyükakçay
- Başak Eraydın
- Pemra Özgen

Giocatrici passati dalle qualificazioni:
- Marta Domachowska
- Bojana Jovanovski
- Ekaterina Makarova
- Julia Schruff

## Campioni

### Singolare
Anastasija Pavljučenkova ha battuto in finale  Elena Vesnina con il punteggio di 5–7, 7–5, 6–4.
- È il 2º titolo dell'anno e della carriera per Anastasija Pavljučenkova.

### Doppio
Eléni Daniilídou /  Jasmin Wöhr hanno battuto in finale  Marija Kondrat'eva /  Vladimíra Uhlířová con il punteggio di 6–4, 1–6, [11–9]